# 김민진 (모델)
김민진은 대한민국의 모델이다.

## 경력
- 2019 2020 S/S 서울패션위크 홀리넘버세븐 모델
- 2019 F/W 서울패션위크 까이에 모델

## 수상
- 2018 슈퍼모델 서바이벌 드림픽상
- 2018 슈퍼모델 서바이벌 셀리턴상
- 2018 슈퍼모델 서바이벌 TOP7

## 연극
- 2020년 연극 <돌아온다>
- 2020년 밑바닥에서
- 2020년 밑바닥에서